# Alejandra Hobert
Alejandra je plesalka argentinskega tanga. Skupaj s soplesalcem Adrianom Veredicejem sta se kot koreografa in glavni plesni par predstavila v plesni predstavi Otango. Delujeta tudi kot plesna učitelja na mednarodnih festivalih tanga po svetu.